# Basílica de l'Assumpció de Maria (Brno)
La basílica de l'Assumpció de Maria de l'Antiga Abadia de Brno és un temple conventual de l'alt gòtic.

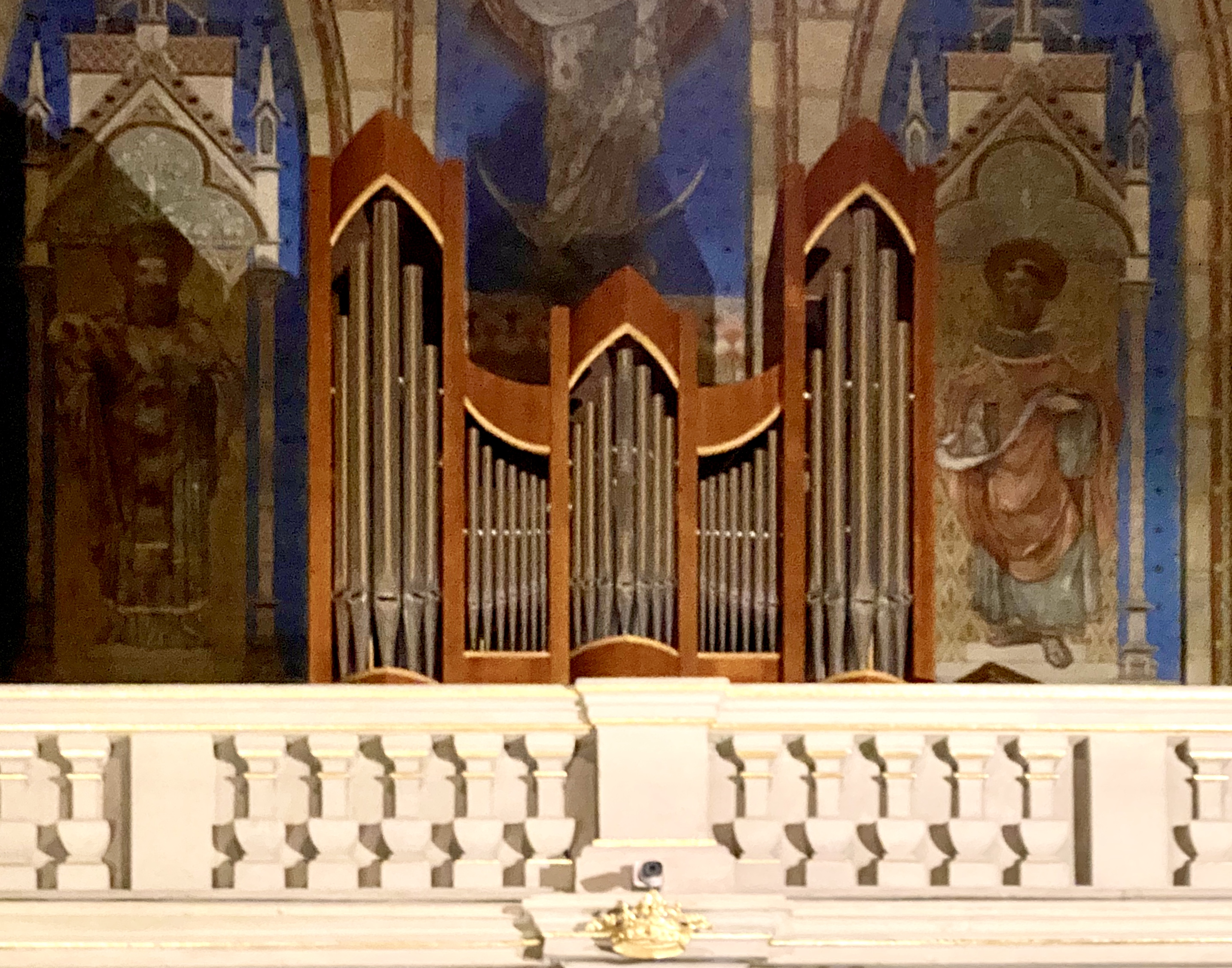
Orgue de l'església, que va tocar Leoš Janáček en els seus anys d'estudiant al monestir

Va ser fundada el 980-1020 pel desconegut senyor o monarca de Moràvia. Va ser construït al lloc d'un antic santuari de finals del segle x en un breu temps durant els anys 1323 a 1334 per encàrrec de la reina Elisabet Riquilda de Polònia, vídua del rei txec Wenceslau II de Bohèmia. Al mateix temps, va fundar un claustre cistercenc de dones just al costat de l'església anomenada Aula Sanctae Mariae. Quan va morir, va ser enterrada a la basílica i la seva tomba estava marcada amb una "E" i una corona reial. És el temple més unificat estilísticament conservat a les terres de la corona de Bohèmia.